# Ӗ
La Ӗ, minuscolo ӗ, è una lettera dell'alfabeto cirillico. Viene usata oggi nella versione del cirillico per la lingua ciuvascia, dove rappresenta un suono vocalico corto simile alla /e/.
La lettera apparve per la prima volta nel 1873 nell'Abecedario per ciuvasci nell'apprendimento dell'alfabeto russo, prodotto da Ivan Jakovlevič Jakovlev. In altre varianti in disuso veniva utilizzato al suo posto il segno debole (ь).